# Château de La Grillère
Le château de La Grillère est un château français situé à Glénat dans le Cantal, en Auvergne-Rhône-Alpes.

## Historique

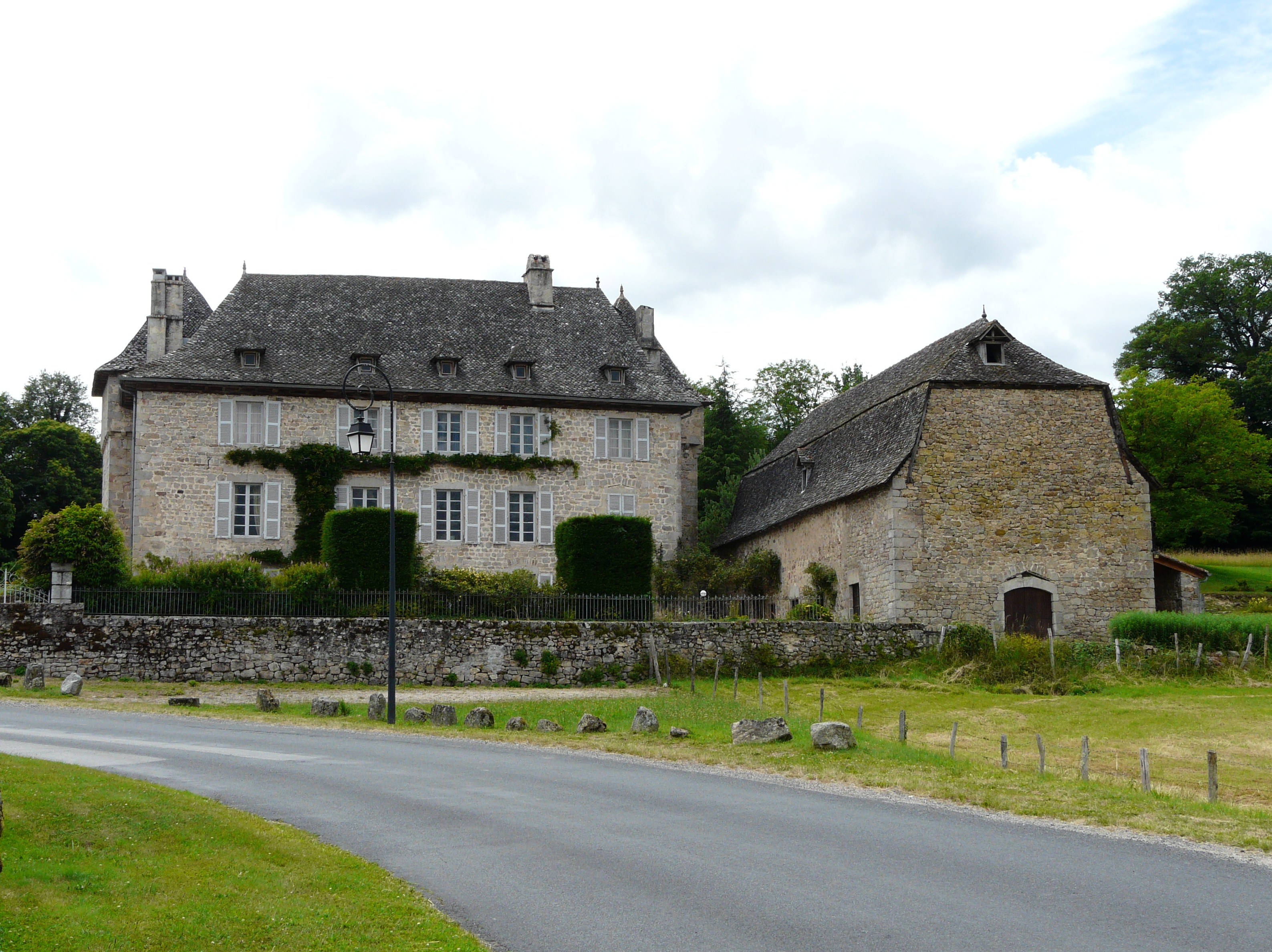
Le château et sa grange.

Durand de Montal, seigneur de Laroquebrou, fait hommage du château de Glénat en 1251 au comte de Rodez comme vicomte de Carlat.
À son origine, l'édifice consiste en une grosse tour entourée de constructions crénelées et ayant des mâchicoulis. C'est une forteresse ceinturée en outre de fossés. Il est alors appelé le château supérieur.
En 1502, Philippe de La Grillère est le seigneur propriétaire du château bas. Cette famille le possédait encore en 1632.
En 1562, M. de Brezons, gouverneur d'Aurillac y place une garnison de soldats.
Le château fait encore partie, en 1650, de ceux considérés comme importants à la défense du pays. Il appartient alors à plusieurs seigneurs qui coopèrent en commun à son entretien.
Il passe ensuite aux de Beauclair, seigneurs de Messac. C'est cette famille qui fait reconstruire le château actuel, l'ancien tombant en ruines.
Le 12 février 1987, les façades et toitures du château et de la grange, ainsi que son escalier du XVIIe siècle et un plafond peint sont inscrits au titre des monuments historiques.
Il est adapté en chambres d'hôtes.